# 타일러 애덤스
타일러 션 애덤스(Tyler Shaan Adams, 1999년 2월 14일 ~ )는 미국의 축구 선수로 현재 잉글랜드 프리미어리그의 AFC 본머스에서 미드필더로 활약하고 있다.

## 클럽 경력

### 뉴욕 레드불스
2015년 3월 19일 뉴욕 레드불스 입단 직후 리저브팀이자 유나이티드 사커 리그 소속팀인 뉴욕 레드불스 II에서 2시즌간 38경기를 소화하며 USL 2016 시즌 우승의 주역으로 활약했고 2015년 7월에는 잉글랜드 프리미어리그의 첼시 FC와의 친선 경기에서 팀의 2번째 득점을 성공시키며 4-2 완승에 일조했으며 2016 시즌 1군에서는 공식전 5경기에 출전하여 2015-16년 CONCACAF 챔피언스리그 8강 진출에 일조했다.
그 후 2017 시즌부터 2시즌동안 1군에서의 공식전 77경기 3골을 기록하며 2017년 US 오픈컵 준우승, 2016-17년 CONCACAF 챔피언스리그 8강, 2018년 MLS컵 4강, 2018년 CONCACAF 챔피언스리그 4강 진출 등에 기여했다.

### RB 라이프치히
2018-19 시즌이 진행 중이던 2019년 1월 독일 분데스리가의 RB 라이프치히로 트레이드되어 2021-22 시즌까지 공식전 103경기 2골을 기록하면서 분데스리가 2018-19 3위, 2018-19 시즌 DFB-포칼 준우승, 분데스리가 2019-20 3위, 2019-20년 UEFA 챔피언스리그 4강, 분데스리가 2020-21 준우승, 2020-21 시즌 DFB-포칼 준우승, 2021-22 시즌 DFB-포칼 우승, 2021-22년 UEFA 유로파리그 4강 진출 등에 이바지했다.

### 리즈 유나이티드
2021-22 시즌을 끝으로 라이프치히를 떠나 잉글랜드 프리미어리그의 리즈 유나이티드로 이적하여 2022-23 시즌 공식전 26경기를 소화하며 활약했으나 팀의 EFL 챔피언십 강등을 막지 못했다.

### AFC 본머스
리즈 유나이티드가 EFL 챔피언십으로 강등된 이후 2023-24 시즌을 앞두고 AFC 본머스로 이적을 확정지었다.

## 국가대표팀 경력

### 미국 청소년 대표팀
U-17 대표팀의 일원으로 2014년부터 2015년까지 23경기에 출전하며 2015년 CONCACAF U-17 선수권 대회 4강 진출 및 2015년 FIFA U-17 월드컵 본선 진출에 기여했다.
그리고 2016년부터 2017년까지 미국 U-20 대표팀 소속으로 12경기 1골을 기록하며 2017년 CONCACAF U-20 선수권 대회 우승, 2017년 FIFA U-20 월드컵 8강 진출에도 크게 이바지했다.

### 미국 A대표팀
2017년 11월 14일 UEFA 유로 2016 우승팀인 포르투갈과의 친선 경기에서 국제 A매치 데뷔전을 치른 뒤 이듬해인 2018년 9월 11일 라이벌 멕시코와의 친선 경기에서 A매치 데뷔골을 신고했다.
그리고 2019년 CONCACAF 골드컵 본선 엔트리에도 이름을 올렸음에도 불구하고 부상에 발목이 잡히면서 출전 포기를 선언하기도 했지만 이후 2021년 CONCACAF 네이션스리그 결선 토너먼트 2경기에 모두 교체 선수로 출전하며 팀의 CONCACAF 네이션스리그 초대 챔피언 등극에 기여했다. 
그 후 이듬해에 열린 2022년 FIFA 월드컵 본선 26인 엔트리에 이름을 올린 뒤 월드컵 본선 시작 전 소속팀에서의 부진으로 인한 부담감을 이기지 못한 크리스천 풀리식을 대신해 팀의 주장을 맡아 미국의 8년만의 월드컵 16강 진출에 앞장섰다.

## 주요 성적 및 수상

### 클럽
뉴욕 레드불스 II
- 유나이티드 사커 리그 : 우승 (2016)

뉴욕 레드불스
- MLS컵 : 4강 (2018)
- US 오픈컵 : 준우승 (2017)
- CONCACAF 챔피언스컵 : 4강 (2018)

 RB 라이프치히
- 독일 분데스리가 : 준우승 (2020-21), 3위 (2018-19, 2019-20)
- DFB-포칼 : 우승 (2021-22), 준우승 (2018-19, 2020-21)
- UEFA 챔피언스리그 : 4강 (2019-20)
- UEFA 유로파리그 : 4강 (2021-22)

### 국가대표팀
미국 U-20
- CONCACAF U-20 선수권 대회 : 우승 (2017)

 미국
- CONCACAF 네이션스리그 : 우승 (2021)

### 개인 수상
- 미국 올해의 선수상 : 2022